# Horace van Gybland Oosterhoff
Horace Hugo Alexander van Gybland Oosterhoff (Batavia, 26 mei 1887 – Geulle, 21 januari 1937) was een Nederlands Indoloog en politicus van het Verbond Nationaal Herstel (VNH). Hij was de secretaris van deze partij van de oprichting in 1933 tot zijn dood in 1937.